# Koenamie
De koenamie (Clibadium surinamense) is een forse sterk vertakte struik.
De struik is grijsgroen en groeit vooral in jonge kapoeweri. De stengels en het blad voelen erg ruw aan. De bladeren zijn kruiswijs geplaatst. Het blad is gesteeld en ovaal met een spitse top. De bloeiwijze is geplaatst aan het einde van een tak en  is schermbloemig. De bloemhoofdjes zijn klein, ongeveer 3–5 mm lang en wit. De plant draagt besvruchten die groenzwart worden als ze rijp zijn.
Het verspreidingsgebied ligt in tropisch Centraal- en Zuid-Amerika: Ecuador, Peru, Bolivia, Brazilië, de Guiana's, Venezuela, Trinidad, Colombia, Panama tot Mexico en Jamaica. De plant is in Taiwan geïntroduceerd.
Het blad wordt gebruikt om vis mee te vergiftigen. Het bevat waarschijnlijk saponinen.